# Clément Libertiaux
Clément Libertiaux (Namen, 21 februari 1998) is een Belgische doelman die sinds 2020 uitkomt voor RAAL La Louvière.

## Carrière
Libertiaux maakte in 2017 de overstap van de reserven van Sporting Charleroi naar Royal Excel Moeskroen. Bij Les Hurlus kwam hij in de A-kern achter Logan Bailly en Jean Butez te staan. Toen Bailly in december 2017 sukkelde met de adductoren en Butez nog revalideerde van een hersenschudding, maakte Libertiaux op 2 december 2017 zijn officiële debuut voor Moeskroen in de competitiewedstrijd tegen Sint-Truidense VV. Libertiaux slikte na vijf minuten al een tegendoelpunt van Charilaos Charisis, maar dankzij de tegentreffer van Dorin Rotariu eindigde de wedstrijd alsnog op 1-1. Even later zakte hij door de komst van de transfervrije Olivier Werner wel een plaats in de pikorde.
Na het vertrek van Bailly en Werner werd Libertiaux in januari 2019 even tweede doelman bij Moeskroen, na Jean Butez. Niet veel later trok de Henegouwse club echter Vaso Vasic aan als doublure voor de Fransman. In januari 2020 werd Libertiaux voor een half seizoen uitgeleend aan RAAL La Louvière in Tweede klasse amateurs.

## Clubstatistieken
| Seizoen         | Club                  | Land            | Competitie             | Competitie | Competitie | Beker | Beker | Supercup | Supercup | Europees | Europees | Totaal | Totaal |
| Seizoen         | Club                  | Land            | Competitie             | Wed.       | Dlp.       | Wed.  | Dlp.  | Wed.     | Dlp.     | Wed.     | Dlp.     | Wed.   | Dlp.   |
| --------------- | --------------------- | --------------- | ---------------------- | ---------- | ---------- | ----- | ----- | -------- | -------- | -------- | -------- | ------ | ------ |
| 2017/18         | Royal Excel Moeskroen | Vlag van België | Eerste klasse A        | 1          | 0          | 0     | 0     | —        | —        | —        | —        | 1      | 0      |
| 2018/19         | Royal Excel Moeskroen | Vlag van België | Eerste klasse A        | 0          | 0          | 0     | 0     | —        | —        | —        | —        | 0      | 0      |
| 2019/20         | Royal Excel Moeskroen | Vlag van België | Eerste klasse A        | 0          | 0          | 0     | 0     | —        | —        | —        | —        | 0      | 0      |
| 2019/20         | → RAAL La Louvière    | Vlag van België | Tweede klasse amateurs | 4          | 0          | 0     | 0     | —        | —        | —        | —        | 4      | 0      |
| 2020/21         | RAAL La Louvière      | Vlag van België | Tweede klasse amateurs | 2          | 0          | 2     | 0     | —        | —        | —        | —        | 4      | 0      |
| Carrière totaal | Carrière totaal       | Carrière totaal | Carrière totaal        | 7          | 0          | 2     | 0     | 0        | 0        | 0        | 0        | 9      | 0      |

Bijgewerkt op 10 oktober 2020.